# Neoscona stanleyi
Neoscona stanleyi är en spindelart som först beskrevs av Roger de Lessert 1930.  Neoscona stanleyi ingår i släktet Neoscona och familjen hjulspindlar.
Artens utbredningsområde är Kongo. Inga underarter finns listade i Catalogue of Life.